# Wendel (1987)
Wendel ist ein Schweizer Spielfilm von Regisseur Christoph Schaub aus dem Jahr 1987.

## Handlung
Wendel handelt von der Männerfreundschaft zwischen  den guten alten Freunden David und Wendel. Eines Tages haut Wendel ab. Irgendwann treffen die beiden wieder zusammen. Sie verbringen einen gemeinsamen Tag in Zürich. Ständig zeigt sich die Mischung aus Gegenwart und Vergangenheit, besonders auch in Bezug auf die Träume von freier Liebe und politischer Selbstverwirklichung.

## Auszeichnung
- Max Ophüls Preis 1988, Saarbrücken als bester Nachwuchsfilm des Jahres 1987[1]

## Kritiken
- „Er kann von Trauer sprechen, vom Schmerz, von der Zärtlichkeit, die trotz allem noch zwischen den Menschen ist, und von der Angst, dass auch diese letzte Zärtlichkeit eines Tages den Menschen abhanden kommt und dass sie dann ganz allein sind; er kann von all diesen diffizilen Sachen sprechen, ohne dass es dabei zu flaschen Tönen kommt. Schaub geht mit dem Schwierigsten, dem Persönlichen, mit bemerkenswerter Leichtigkeit und Selbstverständlichkeit um. Er hat kein Problem, intim zu werden.“ – Bernhard Giger, Der kleine Bund, 29. August 1987
- „Ohne sentimental oder moralisierend zu wirken, gelingt Schaub in dem sorgfältig gemachten Film eine treffende Bestandesaufnahme der Gefühlswelt der 80er-Generation.“ – Frankfurter Rundschau 1988